# Sigaloethina phaia
Sigaloethina phaia är en tvåvingeart som beskrevs av Lorenzo Munari 2004. Sigaloethina phaia ingår i släktet Sigaloethina och familjen Canacidae. Inga underarter finns listade i Catalogue of Life.